# Hadwenius seymouri
Hadwenius seymouri är en plattmaskart. Hadwenius seymouri ingår i släktet Hadwenius och familjen Campululidae. Inga underarter finns listade i Catalogue of Life.